# Marc Chagall
Marc Chagall (hviderussisk og russisk: Марк Шага́л, jiddisch: ‏מאַרק שאַגאַל‏ ; hans oprindelige navn var russisk: Моисей (Мовша) Хацкелевич Шагал tr. Moisej (Movsja) Khatsekelevitj Sjagal , hviderussisk: Мойша Захаравіч Шагалаў tr. Mojsja Zakharavitj Sjahalaw ; født 7. juli 1887 nær Vitebsk, Russiske Kejserrige, død 28. marts 1985 i Saint-Paul de Vence i Frankrig nær Nice) var en russisk jødisk født, fransk maler,
I Nice ligger der et museum for Marc Chagall i krydset Avenue Docteur Ménard og Boulevard de Cimiez.